# Vlastimil Lada-Sázavský
Vlastimil Lada-Sázavský (31 de marzo de 1886-22 de abril de 1956) fue un deportista bohemio que compitió en esgrima, especialista en la modalidad de sable. Participó en los Juegos Olímpicos de Londres 1908, obteniendo una medalla de bronce en la prueba por equipos.

## Palmarés internacional
| Juegos Olímpicos | Juegos Olímpicos      | Juegos Olímpicos  | Juegos Olímpicos  |
| Año              | Lugar                 | Medalla           | Prueba            |
| ---------------- | --------------------- | ----------------- | ----------------- |
| 1908             | Londres (Reino Unido) | Medalla de bronce | Sable por equipos |